# NGC 1138
NGC 1138 è una  galassia lenticolare situata nella costellazione di Perseo, a una distanza di circa 104 milioni di anni luce dalla nostra Via Lattea.

## Scoperta
La galassia è stata scoperta il 24 ottobre 1786 dall'astronomo britannico di origine tedesca William Herschel.